# West Monroe (Louisiana)
West Monroe è un comune degli Stati Uniti d'America, situato nello Stato della Louisiana, in particolare nella parrocchia di Ouachita.